# Эспоо Блюз
«Э́споо Блюз» (фин. Espoo Blues) — финская хоккейная команда из города Эспоо. Команда выступала в Лииге с 1992 по 2016 год. До 1999 года клуб назывался «Киекко-Эспоо» (Kiekko-Espoo).

## История
Хоккейный клуб «Эспоо Блюз» был основан в феврале 1984 года под названием «Киекко-Эспоо» и в сезоне 1984/85 дебютировали в профессиональном хоккее, выступив в третьей по силе лиге Финляндии. В 1988 году команда вышла в первый дивизион, а в 1992 году, в переходном матче переиграв команду «Йоэнсуун Киеккопоят» со счётом в серии 3—2, «Киекко-Эспоо» вышел в высшую лигу страны.
Первые два сезона в высшей лиге команда занимала 11-е, предпоследнее место в чемпионате. В сезоне 1994/95 клуб впервые пробился в плей-офф финской хоккейной лиги, уступив в четвертьфинале «Лукко». В сезоне 1997/98 «Киекко-Эспоо» улучшил свой результат, в четвертьфинале плей-офф сенсационно обыграв ТПС, и закончил сезон на четвёртом месте. По окончании сезона клуб сменил название на «Эспоо Блюз», в честь основного клубного цвета команды — синий.
В сезоне 1998/99 команда стала выступать на новой арене — «ЛансиАвто Арена» (в 2009 году арена была переименована в «Барона Арена»). в сезоне 2002/03 команда вновь стала четвёртой. В сезоне 2006/07 команда уступила в матче за третье место ХПК. В 2007 году «Эспоо Блюз» выиграл Кубок Тампере. В сезоне 2007/08 в регулярном первенстве клуб установил рекорд — 12 побед подряд. В плей-офф команда добралась до финала, где в упорной борьбе уступила «Кярпяту», завоевав серебряные медали чемпионата.
В следующем сезоне команда выступила в хоккейной Лиге Чемпионов, где вышла из группы и уступила в полуфинале будущему победителю турнира, швейцарскому «Цюрих Лайонс». В национальном чемпионате 2008/09 «Блюз» выбыл в полуфинале от «Кярпята», а также уступил в матче за третье место команде «КалПа». В сезоне 2009/10 команда уступила в 1/8 финала, а в следующем сезоне вновь пробилась в финал, однако вновь довольствовалась лишь серебром.
По итогам сезона 2014/15 команда заняла 5-е место в чемпионате страны, что дало ей путёвку в Лигу Чемпионов 2015/16. В Лиге чемпионов команда со второго места вышла из группы, обогнав французский «Гренобль» и уступив первенство чешскому «Литвинову». В 1/16 финала «Эспоо Блюз» переиграл немецкий «Адлер Мангейм», а в 1/8 финала — шведский ХВ71. В 1/4 финала команда уступила «Кярпяту».
В сезоне 2015/16 команда заняла последнее, 15-е место в финской лиге, а по итогам сезона клуб «Эспоо Блюз» был расформирован из-за банкротства.

## Достижения
- Финская хоккейная лига:
  - Серебряный призёр (2)  : 2008, 2011